# 宋磁
宋磁（そうじ）は、中国の宋代に製造された磁器の総称。それほど古い言葉ではないとされる。
唐代、すでに磁器は多く生産されており、越州青磁、邢州白磁は国内需要のみならず外国にも輸出されていた。